# Топ-модель по-американски (сезон 2)
Топ-модель по-американски, 2 сезон — второй сезон американского реалити-шоу «Топ-модель по-американски». Шоу транслировалось на телеканале UPN c 13 января по 23 марта 2004 года. Ведущая 2 сезона супермодель Тайра Бэнкс.
Призами для этого сезона стали:
- Контракт с IMG Models
- Разворот в журнале Jene Models
- Контракт с косметической компанией Sephora

Судьями во втором сезоне стали ведущая шоу Тайра Бэнкс, супермодель Дженис Дикинсон, фотограф Найджел Баркер, дизайнер Эрик Николсон. Путешествие девушки совершали в Милан, Италия. Победительницей во втором сезоне стала 23-летняя Иоанна Хаус из Джексонвиля (Флорида).
Полуфиналистка Камилла МакДольнад участвовала в 17 сезоне с тринадцатью бывшими участницами. Камилла покинула в 4 эпизоде и заняла 11 место.

## Эпизоды

### Первый эпизод
Вышел 13 Января, 2004 года
- Лучшая работа : Камилла Макдональд
- Двойка худших : Анна Бредфилд и Жаниша Чакос
- Исключена : Анна Бредфилд
- Фотограф : Найджел Баркер
- Гость на совете : Эд Либби, Джим Де Йонкер, Майк Менди, Лан Джонс, Йохана Сепеда

Первая фотосъёмка проводилась в смоделированном Эдемском саду, на участницах были только блёстки и боди-арт. Одна из них, Анна, отказалась сниматься в таком виде, и как следствие была отправлена домой на первом голосовании судей.

### Второй эпизод
Вышел 20 января, 2004 года
- Лучшая работа : Кэти Андерсон
- Двойка худших : Бетани Харрисон и Шанди Салливан
- Исключена : Бетани Харрисон
- Фотограф : Че Грахам
- Гость на совете : Мартин Сноу, Мегги Ризер, Кармен Марк Вульво
- Фотосъемка на второй неделе предполагала рекламу обуви, которую девушки выберут сами. Также им необходимо было самостоятельно сделать себе макияж, прическу и помимо прочего самим выбрать итоговый снимок.

### Третий эпизод
Вышел 27 января, 2004 года
- Лучшая работа : Шанди Салливан
- Двойка худших : Ксиомара Франс и Хезер Блумберг
- Исключена : Хезер Блумберг
- Фотограф : Ричард Дэан
- Гость на совете : Эдвард Трокоми, Джоел Варрен, Камира Кастенеда, Джули Редферн, Майк Шарис, Майк Ранди, Эрик Наиманд, Халли Боуман
- В этом эпизоде девушек ждала смена имиджа. Фотосессия проходила в заброшенном здании в пропасти на большой высоте.

### Четвёртый эпизод
Вышел 3 февраля, 2004 года
- Лучшая работа : Мерседес Сельба-Шорт
- Двойка худших : Жаниша Чакос и Кэти Андерсон
- Исключена : Жаниша Чакос
- Фотограф : Эндрю Эклес
- Гость на совете : Симон Дунан, Эдрианн Карри, Мартин Сноу, Данило, Мичал Карл, Бетси Джонсон
- На четвёртой неделе модели перевоплощались в известных женщин.

### Пятый эпизод
Вышел 10 февраля, 2004 года
- Лучшая работа : Сара Рейси-Табризи
- Двойка худших : Камилла Макдональд и Ксиомара Франс
- Исключена : Ксиомара Фанс
- Фотограф : Джордж Холз
- Гость на совете : Сэм Кристенсен, Сузанна Галланд, Королин Лондон, Нол Марин

### Шестой эпизод
Вышел 17 февраля, 2004 года
- Лучшая работа : Эйприл Вилкнер
- Двойка худших : Камилла Макдональд и Кэти Андерсон
- Исключена : Кэти Андерсон
- Фотограф : Билл Хеберджер
- Гость на совете : Таша Смит-Аркес, Марк Коллиэр, Де Ла Гуарда, Эрик Наиманд, Кайли Хаглер

### Седьмой эпизод
Вышел 24 февраля, 2004 года
- Лучшая работа : Шанди Салливан
- Двойка худших : Иоанна Хаус и Сара Рейси-Табризи
- Исключена : Сара Рейси-Табризи
- Фотограф : Кеннеди
- Гость на совете : Родни Джеркенс, Тони Мичаэлс

### Восьмой эпизод
Вышел 2 марта, 2004 года
- Лучшая работа : Шанди Салливан
- Двойка худших : Камилла Макдональд и Мерседес Сельба-Шорт
- Исключена : Камилла Макдональд
- Фотограф : Массимо Костали
- Гость на совете : Кайли Хаглер, Девид Браун, Елена Кимарости, Карло Де Амиси, Кейжа Элвин, Лилиана Роландо, Нол Марин, Мичал Джианнин

### Десятый эпизод
Вышел 16 марта, 2004 года
- Лучшая работа : Иоанна Хаус
- Двойка худших : Мерседес Сельба-Шорт и Эйприл Вилкнер
- Исключена : Эйприл Вилкнер
- Фотограф : Алмикар Инкалза, Алекс Мартиненго
- Гость на совете : Джон Лук, Нол Марин, Форис Роччи, Стефен Фаирчилд

### Финальный эпизод
Вышел 23 марта, 2004 года
- Лучшая работа : Мерседес Сульба-Шорт
- Двойка худших : Иоанна Хаус и Шанди Салливан
- Исключена : Шанди Салливан[4]
- Фотограф : Массимо Костали
- Финальная двойка : Йоанна Хаус и Мерседес Сульба-Шорт
- Топ-модель по-американски : Йоанна Хаус
- Гость на совете : Нол Марин, Джиан Луки Гуаитоли, Деан Катен, Дан Катен

На протяжении всего шоу Йоанна считалась фаворитом у судей, но во время заключительного модного показа Мерседес проявила себя лучше. И всё же после долгих переговоров судей победителем 2-го сезона была признана Йоанна. Тайра Бэнкс особенно отметила её уникальное лицо, и высказала мысль, что она более приспособлена для того, чтобы выдерживать конкуренцию в тяжёлой модной индустрии.

## Участницы
(возраст указан на время конкурса)
| Имя                  | Возраст | Место рождения            | Вылет          |
| -------------------- | ------- | ------------------------- | -------------- |
| Анна Бредфилд        | 24      | ЛаГранж, Джорджия         | В 1 эпизоде    |
| Бетани Харрисон      | 22      | Хьюстон, Техас            | Во 2 эпизоде   |
| Хезер Блумберг       | 18      | Морено-Валлей, Калифорния | В 3 эпизоде    |
| Жаниша Чакос         | 21      | Буриэн, Вашингтон         | В 4 эпизоде    |
| Ксиомара Франс       | 27      | Морганвиль, Нью-Джерси    | В 5 эпизоде    |
| Кэти Андерсон        | 18      | Виллмар, Миннисота        | В 6 эпизоде    |
| Сара Рейси-Табризи   | 23      | Сиэтл, Вашингтон          | В 7 эпизоде    |
| Камилла Макдональд   | 25      | Мамаронек, Нью-Йорк       | В 8 эпизоде    |
| Эйприл Уилкнер       | 23      | Майами, Флорида           | В 10 эпизоде   |
| Шанди Салливан       | 21      | Канзас-Сити, Миссури      | В 11 эпизоде   |
| Мерседес Сульба-Шорт | 22      | Валенсия, Калифорния      | Финалистка     |
| Иоанна Хаус          | 23      | Джексонвил, Флорида       | Победительница |

## Резюме
| Место | Эпизод   | Эпизод   | Эпизод   | Эпизод   | Эпизод   | Эпизод   | Эпизод   | Эпизод   | Эпизод   | Эпизод   | Эпизод   |
| Место | 1        | 2        | 3        | 4        | 5        | 6        | 7        | 8        | 10       | 11       | 11       |
| ----- | -------- | -------- | -------- | -------- | -------- | -------- | -------- | -------- | -------- | -------- | -------- |
| 1     | Камилла  | Кэти     | Шанди    | Мерседес | Сара     | Эйприл   | Шанди    | Шанди    | Иоанна   | Мерседес | Иоанна   |
| 2     | Шанди    | Иоанна   | Эйприл   | Ксиомара | Мерседес | Иоанна   | Мерседес | Иоанна   | Шанди    | Иоанна   | Мерседес |
| 3     | Эйприл   | Камилла  | Иоанна   | Шанди    | Эйприл   | Мерседес | Камилла  | Эйприл   | Мерседес | Шанди    |          |
| 4     | Мерседес | Эйприл   | Мерседес | Иоанна   | Иоанна   | Шанди    | Эйприл   | Мерседес | Эйприл   |          |          |
| 5     | Кэти     | Мерседес | Сара     | Сара     | Кэти     | Сара     | Иоанна   | Камилла  |          |          |          |
| 6     | Сара     | Сара     | Камилла  | Эйприл   | Шанди    | Камилла  | Сара     |          |          |          |          |
| 7     | Хезер    | Ксиомара | Жаниша   | Камилла  | Камилла  | Кэти     |          |          |          |          |          |
| 8     | Иоанна   | Хезер    | Кэти     | Кэти     | Ксиомара |          |          |          |          |          |          |
| 9     | Бетани   | Жаниша   | Ксиомара | Жаниша   |          |          |          |          |          |          |          |
| 10    | Ксиомара | Шанди    | Хезер    |          |          |          |          |          |          |          |          |
| 11    | Жаниша   | Бетани   |          |          |          |          |          |          |          |          |          |
| 12    | Анна     |          |          |          |          |          |          |          |          |          |          |

     Участница исключена
     Участница победила в шоу
     Участница выиграла конкурс
     Участница выиграла конкурс и была исключена
- В 1 эпизоде Анна отказалась участвовать в фотосессии.
- 9 эпизод был повторением всех остальных эпизодов.